# Kozma Indikopleust
Kozma Indikopleust (gr. Κοσμᾶς Ἰνδικοπλεύστης, doslovni prijevod "Kozma koji je otplovio u Indiju", poznat i kao Kozma Monah) bio je grčki trgovac, redovnik i pisac iz Aleksandrije u Egiptu. Živio je u 6. stoljeću za vladavine cara Justinijana. 
Poznat je po svojim putovanjima u Indiju koje je opisao u svome djelu Kršćanska topografija, koje je nastalo između 535. i 547. godine. Dotad prevladavajuću ptolemejsku koncepciju svijeta suprostavlja vlastitoj, temeljenoj na iščitavanju Svetoga pisma. Po njemu zemlja je četverokutna ploča nad kojom se nadvija dvokatni polukružni svod.
Djelo Kršćanska topografija je bilo iznimno popularno i među Slavenima. Sačuvan je niz rukopisa toga djela u crkvenoslavenskom prijevodu.